# 69th Regiment Armory

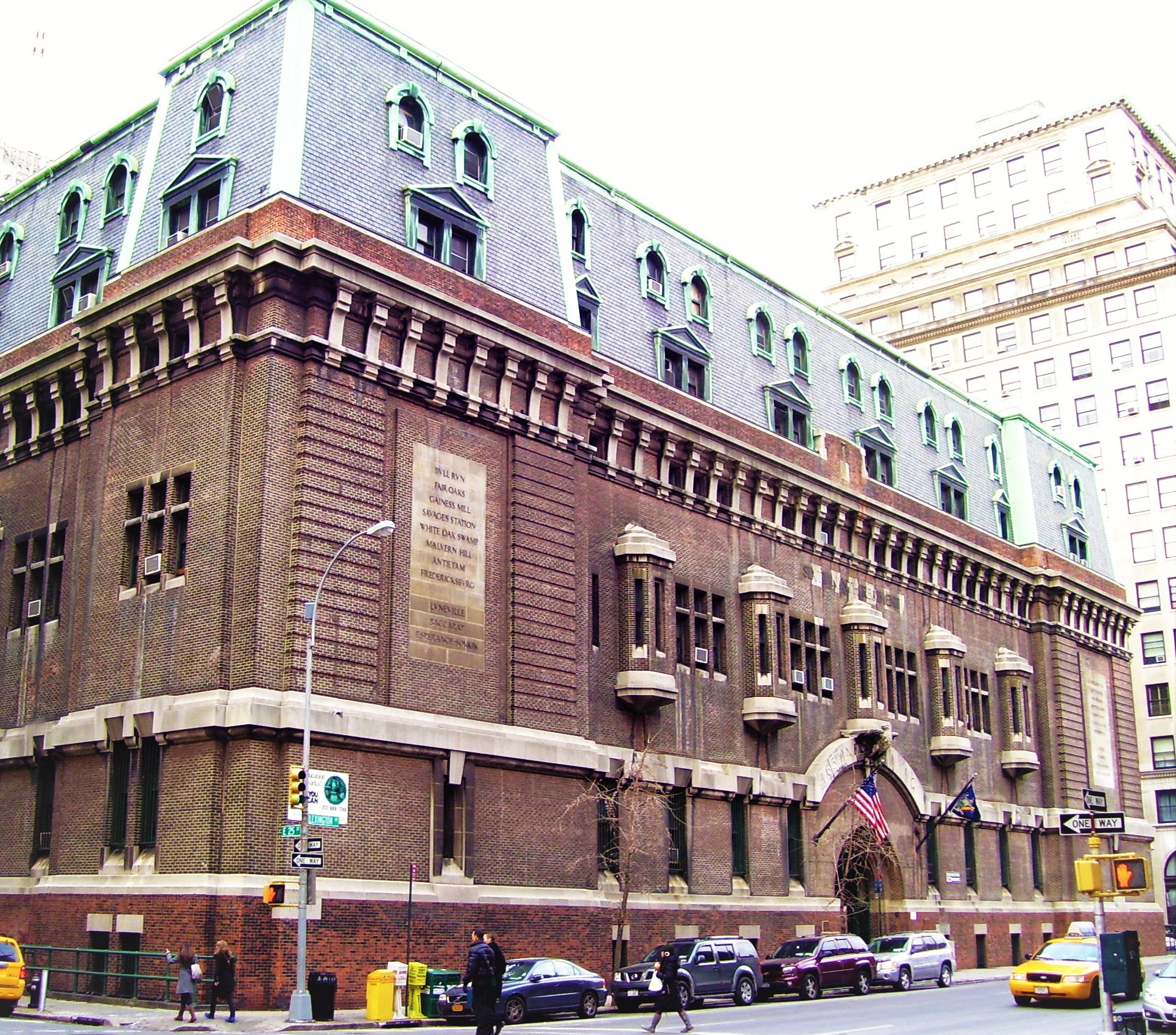
69th Regiment Armory

69th Regiment Armory, auch Lexington Avenue Armory, ist das Hauptquartier des 69th Infantry Regiments der United States Army. Es befindet sich in 68, Lexington Avenue im Viertel Rose Hill in Manhattan, New York City. Das Gebäude der Beaux-Arts-Architektur wurde 1906 eröffnet und im Juni 1996 zur National Historic Landmark erklärt.

## Veranstaltungshalle
Hinter dem Hauptgebäude befindet sich die Exerzierhalle mit 5.000 Sitzplätzen. 1913 fand hier die Kunstausstellung Armory Show statt, in den folgenden Jahren Sportveranstaltungen, Messen und Tagungen. Ab 2002 war die Halle neunmal Schauplatz der jährlichen Victoria’s Secret Fashion Show.